# ロベルト・ロッセリーニ
ロベルト・ロッセリーニ （Roberto Rossellini, 1906年5月8日 - 1977年6月4日） は、イタリアの映画監督。
イタリア映画界におけるネオレアリズモ運動の先駆的な人物の一人であり、イングリッド・バーグマンを据えた作品でも有名。フランスのヌーヴェル・ヴァーグ運動に多大な影響を与えた。

## 生涯

### 一家の歴史
1906年5月8日、ローマで大手建設業者の父アンジェロ・ジュゼッペ・ロッセリーニと母エレットラ・ベランとの間に長男として生まれた。兄弟は後に作曲家になった弟のレンツォ（1908年生まれ）、妹のマルチェルラ（1909年生まれ）とミカエラ（1922年生まれ）。
ロッセリーニ家の祖はトスカーナ地方の農業ブルジョワでゼッフィーロという姓であった。イタリア王国の首都がローマになった1871年に一族はローマに移住した。彼はイタリアを統一したジュゼッペ・ガリバルディとその息子らの後援者として知られていた。そのためにゼッフィーロ家にはガリバルディ死後の遺品、手紙や献辞入りの写真、将軍のヒゲの毛房が保管されていた。ゼッフィーロは一から財をなした人物だったが、子に恵まれず、弟ルイジの息子で甥のアンジェロ・ジュゼッペを溺愛した。このアンジェロがロベルトの父親である。
アンジェロ・ジュゼッペ・ロッセリーニには芸能の才があり、ワグネリアンとして知られた音楽愛好家で、テノール歌手として舞台に立ったこともあった。また、後には著作に打ち込み、『Sie vos non vobis』という題名の小説を執筆した。ゼッフィーロの事業を引き継いだアンジェロは事業家としても才覚を発揮し、ローマ有数の建設業者となった。彼が手がけた仕事にはローマの商業銀行の本店、ローマで最も美しい映画館の一つと言われるチーネマ・バルベリーニ、最初の開閉式の丸屋根のついたコルソ・チーネマ（現在のエトワール館）の建設、そしてバルベリーニ宮のファザードの修復などがある。
一方、ロベルトの母エレットラ・ベランはヴェネツィアの出身であり、遥か祖先はフランスであったという。
ロベルトはこうした上流家庭で何不自由なく成長した。ロベルトたち兄弟には当時の金持ちの慣例でフランス人の養育係がつき、自然とフランス語を習得した。ロッセリーニ家には様々な芸術家が出入りしており、この中にはピエトロ・マスカーニもいた。

### 初期の経歴
ロベルトは空想好きの少年だったと言われている。父親のアンジェロ・ジュゼッペは家の近くのコルソ通りとバルベリーニ通りの映画館の出入りを子供たちに自由にさせ、ロベルトはサイレント時代の人気映画スターだったパール・ホワイトの連続物に夢中になった。また、サイレント時代の大作史劇『カビリア』（1914年）を見て、弟や妹、従兄弟のレンツォ・アヴァンツォ（彼は後に『戦火のかなた』に出演することになる）たちとごっこ遊びをして遊んでいた。しかし、子供時代のロベルトが一番熱中したのは機械いじりだった。彼は邸の一室を実験室にし、機械を組み立てて実験をした。
また、読書家でもあり、ピエール・ロティやジュール・ベルヌ、エーリヒ・マリア・レマルクの小説、ダンテの『神曲』（特に地獄篇）が彼の愛読書だった。また、彼は速度に魅せられ、当時は車の運転に法的な年齢制限がなかったため、早くも9歳で車の運転をしていた。
第一次世界大戦中はヨーロッパで猛威を振るったスペイン風邪に罹患し、冬の間中ベッドで過ごした。元々病弱だった上に肋膜炎を患っており、兵役不合格者とされて軍隊は免除となった。そのため、後期中学では弟のレンツォのクラスへ編入した。次いでノービレ・コッレッジョ・ナザレーノへ進学。『無防備都市』の出演者であるマルチェロ・パリエーロはこの時の学友である。
1932年、父アンジェロ・ジュゼッペが死去。当時のロッセリーニ家の財政状態は1929年の経済恐慌の打撃を受けて極度に悪化した。その結果、ロッセリーニ家は多くの地所を売却せざるを得なかった。しかし、ロベルトはこれまでと変わらない生活を送った。
1936年、ローマの宝石商の娘マルチェッラ・デ・マルキスと結婚。彼女との間に二人の男子を授かった。結婚前は人気女優のアッシャ・ノリスが恋人で、ロベルトは彼女を通じて映画に興味を抱き、スカレラ・フィルムのスタジオに通い詰めた。
その後、脚本家としての仕事を始めるようになったが、脚本に彼の名前は掲載されず、脚本料は1本3000リラだった。後にロッセリーニの名が正式に載るのは、ゴッフレード・アレッサンドリーニ監督の『空征かば』（1938年）からである。助監督としても参加した同作はムッソリーニの息子ヴィットリオ・ムッソリーニが監修。彼は後にネオレアリズモの母体となる映画批評誌『チネマ』の編集部を訪れることもあった。
映画監督としては1936年に2本のアマチュア短編映画『ダフネ』、『牧神の午後への前奏曲』を自主製作した。後者は当時ドビュッシーに心酔していた弟のレンツォのアイディアに基づいたもので、タイツ姿で着衣のないように見せた男女が神話風に田園を彷徨うというものだった。
1939年には『海底の幻想』、『横柄な七面鳥』、『元気なテレーザ』の3本の短編を発表した。『海底の幻想』は冷凍食品会社のジュネペスカから委託された魚類の短編ドキュメンタリーであり、『横柄な七面鳥』と『元気なテレーザ』のカメラマンは後に『血ぬられた墓標』（1960年）や『白い肌に狂う鞭』（1963年）などのホラー映画で知られるマリオ・バーヴァが務めた。
1941年、海軍省の映画センターの責任者で海軍司令官のフランチェスコ・デ・ロベルティスから病院船の活動を描いたドキュメンタリーを委託され、長編映画第1作の『白い船』を製作した。同作はヴェネツィア国際映画祭に出品され、ファシスト党杯を受賞した。
1942年にはギリシャ戦線でのイタリア空軍パイロットの活躍を描いた第2作の『ギリシャからの帰還（パイロット帰還ス）』を発表。同作では『チネマ』の同人ミケランジェロ・アントニオーニとマッシモ・ミーダ（後に彼は『戦火のかなた』の助監督になった）が脚本に参加し、翌1943年にルキノ・ヴィスコンティの『郵便配達は二度ベルを鳴らす』のマッシモ・ジロッティが主役のパイロットを演じた。
1942年4月には『ギリシャからの帰還（パイロット帰還ス）』プレミア上映会がローマのスペルチネマで行われ、ファシスト指導者や閣僚、次官たちが出席した。
1943年にはロシア戦線で英雄的な死を遂げた従軍司祭レジナルド・ジュリアーニの姿を描いた第3作の『L'uomo dalla crose（十字架の男）』を発表。主演のアルヴェルト・タヴァッツィはプロの俳優でない舞台装置家で、ロシア娘役のドイツ人女優ロスヴィタ・シュミットはロッセリーニの愛人であった。

### ヌーヴェル・ヴァーグの父として
ロッセリーニ作品の多くは、公開当時、イタリアでは正当な評価が得られなかった。後にネオレアリズモ映画の金字塔として崇められている『無防備都市』ですら初めはイタリアでは無視され、アメリカやフランスで熱狂的に迎えられてから、ようやくイタリアでも評価されだした。
『無防備都市』と『戦火のかなた』はアメリカで大成功を収めた（『戦火のかなた』はメジャーのメトロ・ゴールドウィン・メイヤーが配給）。だが、次の『ドイツ零年』を伝説的なプロデューサー、サミュエル・ゴールドウィンに見せるが、試写が終わった後、「居心地の悪い沈黙ができた」だけだった。その後、バーグマン初のロッセリーニ映画『ストロンボリ、神の土地』は、当時、ハワード・ヒューズが買収したRKOの資金援助で製作されたが、1950年2月5日、全米300館で公開された『ストロンボリ、神の土地』は興行的に失敗となった。
こうして、ロッセリーニの後ろでハリウッドの扉は閉ざされた。
「カイエ・デュ・シネマ」の初代編集長アンドレ・バザンの「ロッセリーニの擁護」という文章によると、イタリアの批評家たちは、ネオレアリズモの退化は、すでに『ドイツ零年』に現れ、『ストロンボリ』と『神の道化師、フランチェスコ』から決定的になり、『ヨーロッパ一九五一年』と『イタリア旅行』で破局に達したと見なしたとある。しかし、フランスではバザンを始めとするトリュフォーら後にヌーヴェル・ヴァーグの作家となる若い批評家たちは、『ストロンボリ』や『神の道化師、フランチェスコ』『イタリア旅行』といった「呪われた映画」を断固支持した。そして、ロッセリーニは「フランスのヌーヴェル・ヴァーグの父」と呼ばれた。一つの例としてジャン＝リュック・ゴダールは『イタリア旅行』を見て、1台の車と、男と女がいれば映画が出来ることということを学び、『勝手にしやがれ』（1960年）を撮ったと証言している。また、トリュフォーは、子供の世界を描いた『大人は判ってくれない』は『ドイツ零年』に負うところが大きいと明言している。
ヌーヴェル・ヴァーグの作家たちのロッセリーニ擁護は、ヌーヴェル・ヴァーグに夢中になった若き日のベルナルド・ベルトルッチの作品にも投影されている。ベルトリッチの初期の自伝的な作品『革命前夜』（1964年）で一人の映画狂の青年が登場し、主人公に「君はロッセリーニなしに生きられるか」と問いかける。そして『イタリア旅行』を15回も見たと言う。

## その他
イングリッド・バーグマンと結婚しており、彼女との間には双子の娘がいる。その内の一人がイザベラ・ロッセリーニである。
ロッセリーニとアルフレッド・ヒッチコックは、イングリッド・バーグマン（との人間関係）、および映画技法の違い（ネオレアリズモとハリウッド的映画）のせいで犬猿の仲であった。
ロッセリーニの助手だったフランソワ・トリュフォーがヒッチコックとの対談をまとめた本（『映画術 ヒッチコック／トリュフォー』）を出版したことに対し、ジャン・グリオーに愚痴をこぼしたと後年トリュフォーは語っている。

## フィルモグラフィー
特記のない作品は監督のみを担当。

### 長編映画

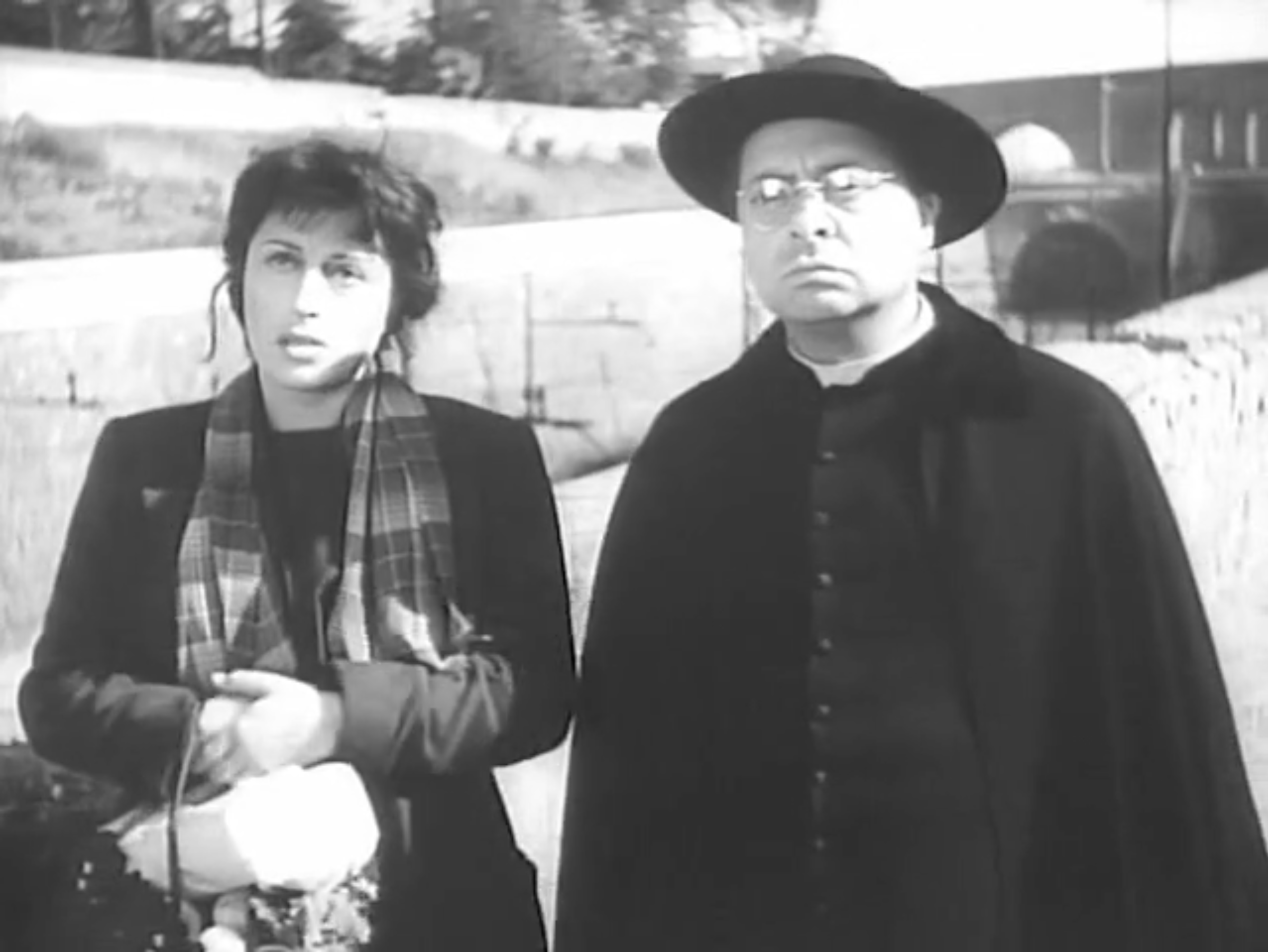
『無防備都市』（1945年）

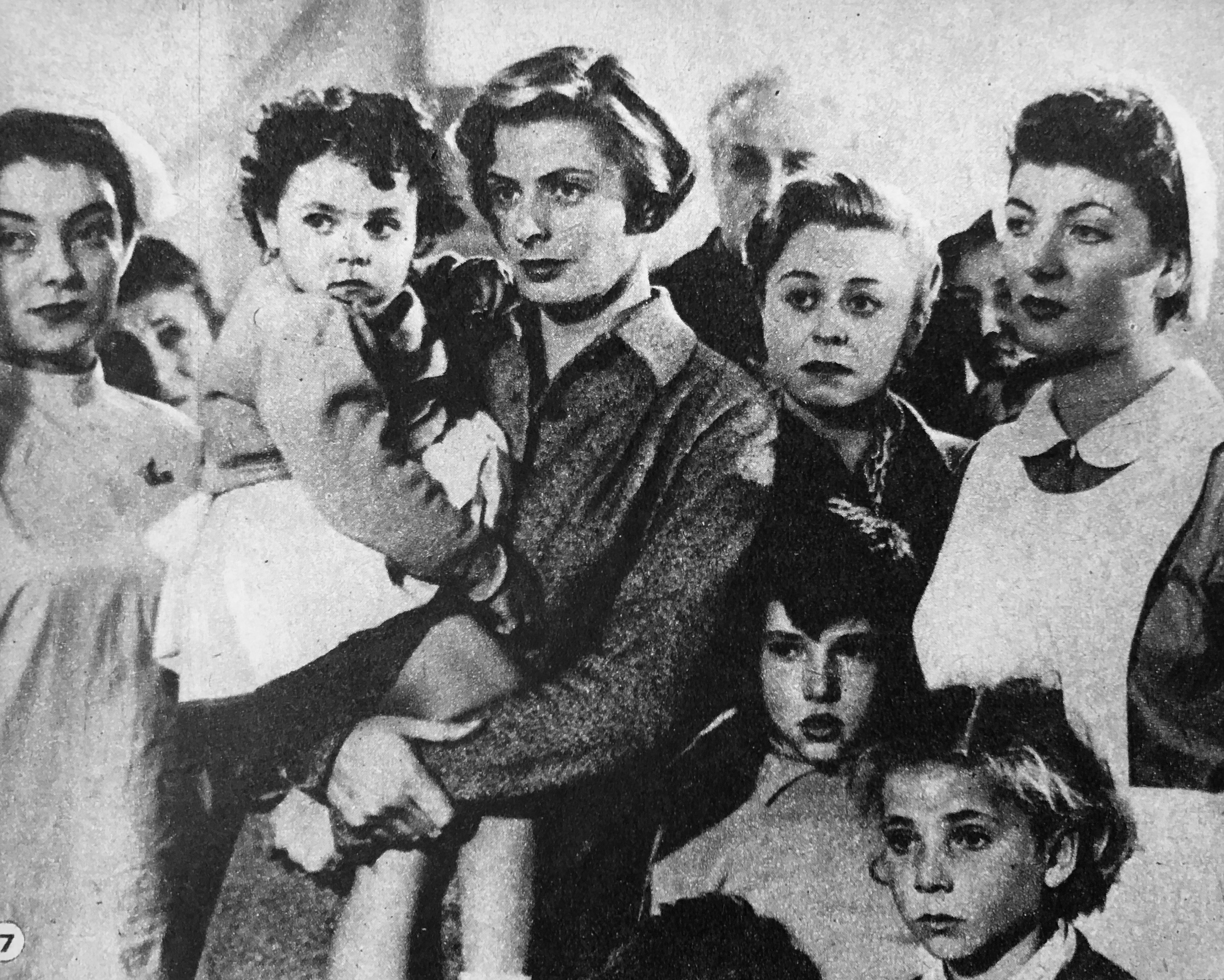
『ヨーロッパ一九五一年』（1952年）

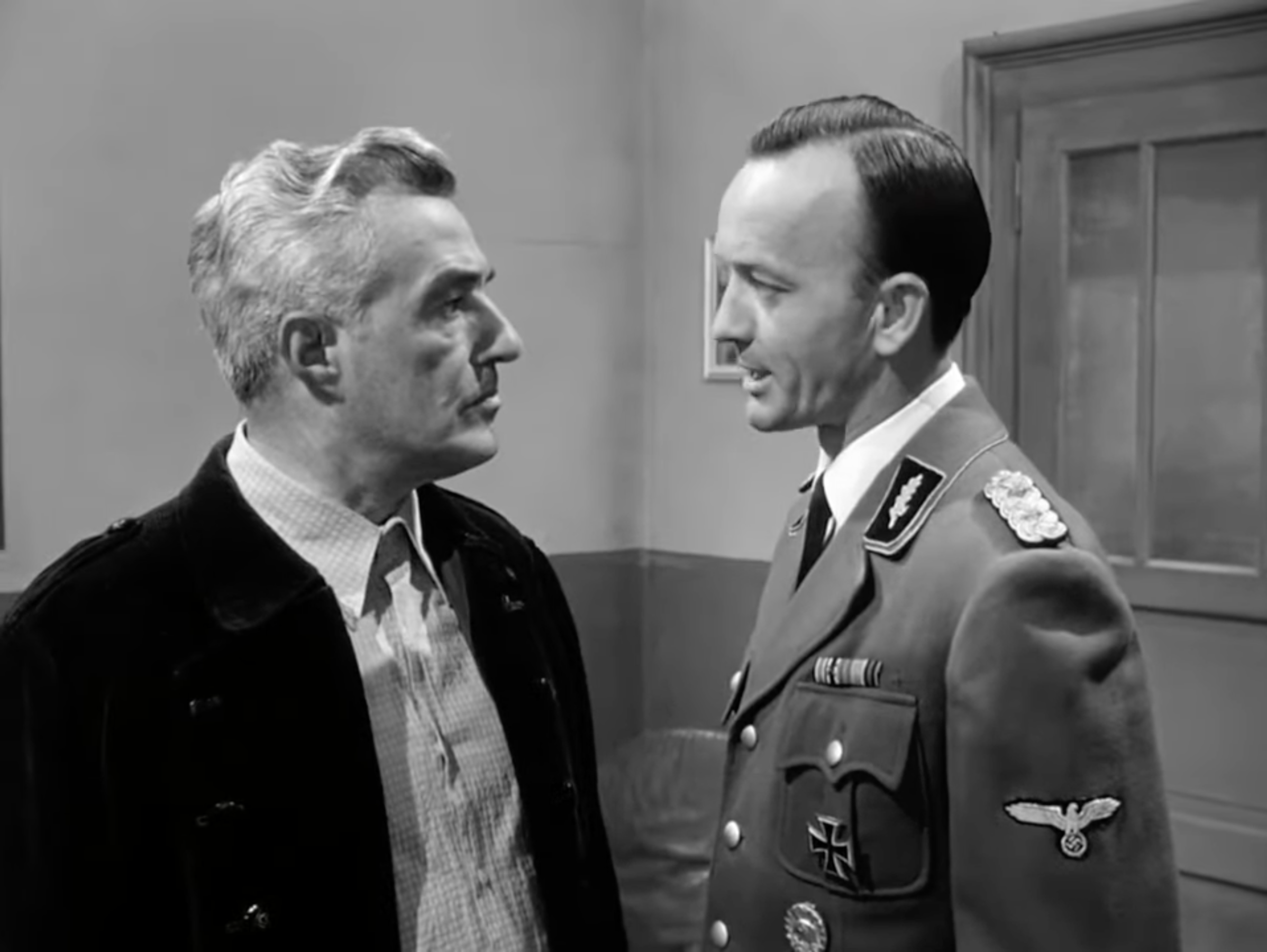
『ロベレ将軍』（1959年）

- 白い船 La nava bianca （1941年） - 監督・脚本
- ギリシャからの帰還 Un pilota ritorna （1942年） - 監督・脚本
- 十字架の男  L'uomo dalla crose （1943年）
- 無防備都市 Roma, città aperta （1945年）
- 欲望 Desiderio （1946年）
- 戦火のかなた Paisà （1946年） - 監督・脚本・製作
- アモーレ L'amore （1948年） - 監督・脚本・製作
- ドイツ零年 Germania anno zero （1948年） - 監督・脚本・製作
- ストロンボリ、神の土地 Stromboli （1950年） - 監督・脚本
- 神の道化師、フランチェスコ Francesco, giullare di Dio （1950年） - 監督・脚本
- 殺人カメラ La macchina ammazzacattivi （1952年） - 監督・脚本・製作
- ヨーロッパ一九五一年 Europa '51 （1952年） - 監督・脚本
- 自由は何処に Dov'è la libertà? （1954年） - 監督・脚本
- イタリア旅行 Viaggio in Italia （1954年） - 監督・脚本
- 不安 La paura （1954年）
- 火刑台上のジャンヌ・ダルク Giovanna d'Arco al rogo （1954年） - 監督・脚本
- インディア India （1959年） - 監督・脚本
- ロベレ将軍 General della Rovere （1959年）
- ローマで夜だった Era notte a Roma （1960年） - 監督・脚本
- イタリア万歳! Viva l'Italia! （1961年）
- ヴァニナ・ヴァニニ Vanina Vanini （1961年） - 監督・脚本
- アニマネラ  Anima nera （1962年） - 監督・脚本
- カラビニエ Les Carabiniers （1963年） - 脚本
- Da Gerusalemme a Damasco （1970年）
- Anno uno （1974年）
- Il messia （1975年）
- Concerto per Michelangelo （1977年）
- Beaubourg, centre d'art et de culture Georges Pompidou （1977年）

### 短編映画
- Dafne （1935年）
- Prélude à l'après-midi d'un faune （1937年）
- La vispa Teresa （1939年）
- Il tacchino prepotente （1939年）
- Fantasia sottomarina （1940年）
- Il ruscello di Ripasottile （1941年）
- ねたみ（嫉妬） L'invidia （1952年） オムニバス『七つの大罪』の一篇
- イングリッド・バーグマン Ingrid Bergman （1953年） オムニバス『われら女性』の一篇
- ナポリ 1943 Napoli 1943 （1954年） オムニバス『半世紀の愛』の一篇
- 潔白 Ilibatezza （1963年） オムニバス『ロゴパグ』の一篇

### テレビ映画
- La prise de pouvoir par Louis XIV （1966年）
- Socrate （1971年）
- Blaise Pascal （1972年）
- Agostino d'Ippona （1972年）
- Cartesius （1974年）

### テレビ・ドラマ
- Atti degli apostoli （1969年）
- L'età di Cosimo de Medici （1972年 - 1973年）

### テレビ・ドキュメンタリー
- Torino nei cent'anni （1961年）
- Idea di un'isola （1967年）
- Rice University （1971年）
- Concerto per Michelangelo （1977年）

## 受賞歴
| 賞                                   | 年     | 部門                       | 作品                     | 結果       |
| ------------------------------------ | ------ | -------------------------- | ------------------------ | ---------- |
| カンヌ国際映画祭                     | 1945年 | パルム・ドール             | 『無防備都市』           | 受賞       |
| ヴェネツィア国際映画祭               | 1952年 | 国際賞                     | 『ヨーロッパ一九五一年』 | 受賞       |
| ヴェネツィア国際映画祭               | 1959年 | 金獅子賞                   | 『ロベレ将軍』           | 受賞       |
| ヴェネツィア国際映画祭               | 1959年 | 国際カトリック映画事務局賞 | 『ロベレ将軍』           | 受賞       |
| ナストロ・ダルジェント賞             | 1946年 | 長編映画賞                 | 『無防備都市』           | 受賞       |
| ナストロ・ダルジェント賞             | 1947年 | 長編映画賞                 | 『戦火のかなた』         | 受賞       |
| ナストロ・ダルジェント賞             | 1947年 | 最優秀作品監督賞           | 『戦火のかなた』         | 受賞       |
| ナストロ・ダルジェント賞             | 1960年 | 最優秀作品監督賞           | 『ロベレ将軍』           | 受賞       |
| ニューヨーク映画批評家協会賞         | 1946年 | 外国語映画賞               | 『無防備都市』           | 受賞       |
| ニューヨーク映画批評家協会賞         | 1948年 | 外国語映画賞               | 『戦火のかなた』         | 受賞       |
| ニューヨーク映画批評家協会賞         | 1950年 | 外国語映画賞               | 『アモーレ』             | 受賞       |
| ロカルノ国際映画祭                   | 1948年 | 金豹賞                     | 『ドイツ零年』           | 受賞       |
| 英国アカデミー賞                     | 1948年 | 総合作品賞                 | 『戦火のかなた』         | ノミネート |
| ナショナル・ボード・オブ・レビュー賞 | 1948年 | 作品賞                     | 『戦火のかなた』         | 受賞       |
| ナショナル・ボード・オブ・レビュー賞 | 1948年 | 監督賞                     | 『戦火のかなた』         | 受賞       |
| アカデミー賞                         | 1949年 | 脚本賞                     | 『戦火のかなた』         | ノミネート |

## 著作（訳書）
- 『ロッセリーニの〈自伝に近く〉』朝日新聞社、1994年

ステファノ・ロンコローニ編、矢島翠訳（未完となった晩年の回想）
- 『ロッセリーニ 私の方法』「映画作家が自身を語る」フィルムアート社、1997年

アドリアーノ・アプラ編、西村安弘訳（インタビューによる回想）